# 시오카와 요시노부
시오카와 요시노부(일본어: 塩川 喜信: 1935년 6월 - 2016년 7월 30일)는 일본의 학생운동가다. 트로츠키연구소 소장, 카나가와대학 비상근강사를 지냈다.
게이비은행 행장 등을 역임한 시오카와 산시로의 손자다. 부친은 미츠이은행 은행원이었고, 모친은 오우지제지 사장 아다치 타다시의 장녀다. 아내는 마코시종교농예 사장 마코시 쿄이치의 장녀다. 처증조부 마코시 쿄헤이(미츠이물산 이사, 일본맥주 사장 등을 역임)가 제국상업은행장이었을 당시, 대학원생이었던 시오카와에게 동 은행으로의 취직을 주선했다.
동경대생 시절 전일본학생자치회총연합(전학련) 위원장을 맡았고, 60년 안보투쟁, 스나가와 투쟁 등에 참여했다. 60년대 말염 동경대 농학부 조교 시절에 전공투 운동에도 참가했다.
2016년 7월 30일 폐렴으로 사망.